# Glee: The Music, The Christmas Album
Glee: The Music, The Christmas Album is het vierde soundtrackalbum van de personages in de Amerikaanse televisieserie Glee. Het album bevat liedjes van de aflevering "A Very Glee Christmas", wat een kerstaflevering was. Het album ontving gemengde recensies, voor "Baby, It's Cold Outside" waren de beoordelingen zeer goed en ook Lea Michele en Amber Riley's stemmen werden geprezen, maar de rest van de liedjes werd niet zo positief beoordeeld.

## Liedjes
| Nr. | Titel                              | Schrijver(s)                      | Originele Artiest                                                                    | Duur |
| --- | ---------------------------------- | --------------------------------- | ------------------------------------------------------------------------------------ | ---- |
| 1.  | We Need a Little Christmas         | Jerry Herman                      | Angela Lansbury in de musical Mame                                                   | 2:45 |
| 2.  | Deck the Rooftop                   | Benjamin Hanby                    |                                                                                      | 2:32 |
| 3.  | Merry Christmas Darling            | Frank Pooler en Richard Carpenter | The Carpenters                                                                       | 3:04 |
| 4.  | Baby, It's Cold Outside            | Frank Loesser                     | Frank Loesser                                                                        | 2:48 |
| 5.  | The Most Wonderful Day of the Year | Johnny Marks                      | Videocraft Chorus for the animated television special Rudolph the Red-Nosed Reindeer | 2:02 |
| 6.  | Last Christmas                     | George Michael                    | Wham!                                                                                | 3:37 |
| 7.  | God Rest Ye Merry Gentlemen        | Traditional                       | Traditional                                                                          | 3:11 |
| 8.  | O Christmas Tree                   | Traditional                       | Traditional                                                                          | 3:02 |
| 9.  | Jingle Bells                       | James Pierpont                    | Edison Male Quartette                                                                | 2:56 |
| 10. | You're a Mean One, Mr. Grinch      | Albert Hague en Ted Geisel        | Thurl Ravenscroft voor How the Grinch Stole Christmas!                               | 3:20 |
| 11. | Angels We Have Heard on High       | Traditional                       | Traditional                                                                          | 4:24 |
| 12. | O Holy Night                       | Traditional                       | Traditional                                                                          | 5:01 |

## Medewerkers aan dit album
Stemmen (zang)
- Dianna Agron
- Chris Colfer
- Jonathan Groff
- Jane Lynch
- Jayma Mays
- Kevin McHale
- Lea Michele
- Cory Monteith
- Matthew Morrison
- Amber Riley
- Naya Rivera
- Mark Salling
- Jenna Ushkowitz

Uitvoerend producenten
- Brad Falchuk
- Dante DiLoreto

Producenten
- Adam Anders
- Peer Åström
- James Levine
- Ryan Murphy

Technici
- Adam Anders
- Peer Åström
- Dan Marnien
- Ryan Peterson

Soundtrackproducenten
- Adam Anders
- Ryan Murphy

Mix en mastering
- Peer Åström
- Louie Teran